# Dendryphantes mordax
Dendryphantes mordax là một loài nhện trong họ Salticidae.
Loài này thuộc chi Dendryphantes. Dendryphantes mordax được Carl Ludwig Koch miêu tả năm 1846.